# 德布勒采
德布勒采，是匈牙利佐洛州所辖的一个村，总面积2.70平方公里，总人口68，人口密度25.2人/平方公里（2010年1月1日）。